# Carla Speed McNeil
Pour les articles homonymes, voir McNeil.
Carla Speed McNeil née à Hammond en Louisiane le 21 janvier 1959 est une auteure de comics américaine. Elle est connue pour sa série lancée en 1996 Finder, publiée en ligne depuis 2005.

## Biographie
Carla Speed McNeil ne se lance pas rapidement dans le monde des comics. Mais dès son plus jeune âge, elle écrit des histoires qu'elle garde. Aussi décide-t-elle une fois adulte, en 1996, de reprendre tous ses travaux pour en tirer une œuvre éditable. Elle publie ses comics en auto-édition puis, lorsque la série a atteint le trente-neuvième numéro, elle abandonne le format papier et fait de sa série Finder un webcomics. En 1998, elle est récompensée par un prix Friends of Lulu et d'un prix Ignatz puis en 2009 d'un prix Eisner pour le meilleur webcomics. Cela attire l'éditeur Dark Horse Comics avec qui, en 2011, elle signe pour une édition en album de sa série. À côté de cette œuvre personnelle, Speed McNeill a aussi dessiné des séries qui n'étaient pas les siennes pour plusieurs éditeurs. Ainsi, en 2003, elle dessine des épisodes de Queen and Country de Greg Rucka. En 2008, elle adapte le premier tome de la série Bobby Pendragon, The Marchant of Death de D. J. MacHale. En 2013, elle dessine, sur un scénario d'Alex de Campi, les aventures de Mon petit poney publié par IDW Publishing et dans un registre totalement différent un comics de Red Sonja scénarisé par Devin K. Grayson chez Dynamite Entertainment,.

## Prix et récompenses
- 1998 : 
  - Prix Kimberly Yale du meilleure nouveau talent pour Finder[8]
  - Prix Ignatz du nouveau talent prometteur pour Finder[8]
- 2004 : Prix Ignatz de la meilleure série pour Finder[8]
- 2005 : Prix Ignatz de la meilleure série pour Finder[8]
- 2009 : Prix Eisner de la meilleure bande dessinée en ligne pour Finder[8]